# BEYOND: Two Souls
『BEYOND: Two Souls』（ビヨンド: ツーソウルズ）は、クアンティック・ドリームが開発し、ソニー・コンピュータエンタテインメントより2013年に発売されたPlayStation 3用アクションアドベンチャーゲーム。
2015年にはPlayStation 4にフルHDにリマスターされて発売された。日本では2016年6月1日よりPlayStation Storeのダウンロード専売で『HEAVY RAIN 心の軋むとき』との同時収録で配信。

## 概要
2012年のElectronic Entertainment Expoで、クアンティック・ドリームが本作の開発を発表した。ハリウッド俳優の演技を最新のモーションキャプチャ技術で取り込み、圧倒的なリアリティを表現している。
プレイヤーはジョディ又はエイデンを動かしてゲームを進行していく。エイデンは壁などの障害物を越えて移動する事もできるが、ジョディを中心とした一定範囲内に制限される。ジョディ操作時の画面に白い点が表示され、コントローラを動かす事でアクションを起こせるなど、直感的な操作性も特徴。通常は一人のプレイヤーが一つのコントローラでジョディとエイデンを切り替えて操作するが、ジョディとエイデンを別のコントローラで担当する二人プレイにも対応している（操作キャラクターを切り替えるのは一人プレイと同様で、同時に両方を操作できるわけではない）。トロフィーの一部は二人プレイをすることによって取得できるため、他のトロフィーを全取得すると得られるプラチナトロフィー取得には二人プレイ、もしくはコントローラー二つを使用した一人プレイが必要となる。
コントローラはデュアルショック3に対応する他、スマートフォンやタブレット端末による操作も、専用のアプリケーション（Android・iOS両方に対応）をインストールする事で可能である（PS3版のみ）。

### ボーナスコンテンツ
通常版・初回生産限定版ともに、3本の短編やメイキングなどの映像コンテンツ及びゲームビジュアル集が収録されている。収録された短編映像は以下のとおり。
- The Casting
- KARA - CV：水樹奈々、森田順平
- The Dark Sorcerer - CV：岩崎ひろし、高木渉、多田野曜平、落合弘治

### 初回生産限定版
通常版と同時発売されたスペシャル・エディション（海外仕様）及び初回生産限定版（日本仕様）には、プレイ可能な追加シーンやPSN用アバター、サウンドトラックなどのダウンロードコンテンツが用意された。

## あらすじ
主人公のジョディは、霊体と意思疎通できる能力を持ってこの世に生まれてきた。そしてジョディのそばには、彼女だけがコンタクトできる霊体・エイデンがいた。幼いころから研究所で育てられたジョディは、やがてその能力を買われてCIAのエージェントとして訓練を受けるが、任務中に脱走してアメリカ各地を放浪する。そして、インフラワールド（霊体の世界、いわゆる「あの世」）のエネルギーを科学的に取り出して利用しようとする大国の暴走によって発生する世界の破滅を防ぐための戦いに挑むこととなる。
本作ではジョディの人生をピックアップしたチャプターを時系列を無視して少しずつ体験する構成になっており、プレイヤーは未来にジョディがどうなるのかは知らされても、その直前時期のチャプターをプレイするまではそうなった理由はわからない。徐々に記憶の空白が埋まることで彼女の幼少時代から成人するまでの数奇な運命の全貌が明らかになっていく（PS4版では、時系列通りのプレイも可能）。各チャプター内の過程は比較的自由度が高いが、先に未来をプレイするシステムであるため、過程に関係なくチャプターの結末は帳尻合わせがつけられて収束し、ゲーム全体で見ればほぼ一本道に近い構成となっている。エンディングは7種類あり、最終チャプターでの選択肢と、途中のチャプターで救える可能性があった特定の人物を全員救えたかどうかで分岐する。

## 登場人物
ジョディ・ホームズ
演：エリオット・ペイジ / 少女時代：キャロライン・ウルフソン、日本語吹替：白石涼子 / 少女時代：矢島晶子
霊体と意思疎通できる能力を、生まれながらに備えた本作の主人公。
エイデン
ジョディと行動を共にする霊体。感情を持ち、相手に憑依する事も可能。
ネイサン・ドーキンス
演：ウィレム・デフォー、日本語吹替：山路和弘
ジョディの育ての親で、政府特別施設の研究員。
コール・フリーマン
演：カディーム・ハーディソン、日本語吹替：江原正士
特別施設におけるネイサンのアシスタント。
ライアン・クレイトン
演：エリック・ウィンター、日本語吹替：三木眞一郎
CIAのエージェントで、ジョディに対し軍事訓練を行う。
スタン
演：デヴィッド・コバーン、日本語吹替：牛山茂
ジョディを救ったホームレス。病気で妻に先立たれたのを機にホームレスになる。

## 評価
週刊ファミ通・2013年10月24日号のクロスレビューでは、40点満点の38点を獲得してプラチナ殿堂入りした。また、GameSpotでは10点満点の9点でエディターズ・チョイスに選出されている。